# Martin Shubik
Martin Joseph Shubik  (né le 24 mars 1926 à New York et mort le 22 août 2018 à Branford dans le Connecticut,) est un professeur émérite américain naturalisé britannique d’économie institutionnelle mathématique à l’université Yale.

## Biographie
Martin Shubik a étudié à l’Université de Toronto et à l'université de Princeton. En poste à la faculté de Yale à partir de 1963, le professeur Shubik est spécialisé dans l'analyse stratégique, l'étude des institutions financières et l'économie de la concurrence des entreprises, et est une figure bien connue de la théorie des jeux, ayant donné son nom à l'indice de pouvoir de Shapley-Shubik.
Il a écrit de nombreux livres et essais, dont Political Economy, Oligopoly and Experimental Games (Edward Elgar, 1999) et The Theory of Money and Financial Institutions (MIT Press, 1999).

### Le pari sur le dollar
Dans un article de 1971 publié dans une revue de polémologie, le Journal of Conflict Resolution (en), il a popularisé le modèle de l'enchère en dollars (ou « dollar auction ») qui montre comment la théorie des jeux peut être utilisée pour indiquer que des comportements rationnels finissent par devenir irrationnels. 
Le modèle est simple : un dollar étant mis aux enchères, deux parieurs vont finir par parier bien au-delà du montant du dollar afin d'éviter de trop grosses pertes. Le joueur A parie 0,1 centime ; B parie 0,2 (ou 0,3) ; pour ne pas perdre sa mise de départ, A parie à la hausse, etc., jusqu'à arriver au montant de 0,99 centime. Le joueur (A ou B) a alors le choix entre perdre 0,99 centime et parier 1 dollar et 1 centime : pour ne pas perdre sa mise, il parie au-delà de la valeur de l'enchère. 
Ce modèle vise à théoriser une forme d'escalade dans l'engagement, dit escalation of commitment en anglais. Il souligne donc l'irrationalité inhérente à la théorie du choix rationnel dans certains contextes, de la même façon que des coûts irrécupérables peuvent amener à faire des choix irrationnels afin d'espérer remporter son gain sans perdre les fonds investis (sunken cost fallacy : par exemple, la décision de poursuivre une guerre en espérant vaincre, motivée essentiellement par les pertes déjà subies, et qui conduit à davantage de pertes sans espoir réel de victoire).

### Famille
Martin Shubik est le cadet de trois enfants. Ses frères et sœurs sont Philippe Shubik, chercheur sur le cancer et fondateur du Forum de la toxicologie et Irene Shubik, une ancienne productrice de la BBC.

## Publications

### En anglais
- Readings in Game Theory and Political Behavior, New York: Doubleday, 1954.
- Strategy and Market Structure, New York: Wiley, 1959. [Édition Espagnol - Estrategia y Estructura de Mercado, Barcelone: Omega, 1962. Édition française - Stratégie et Structure de marchés, Paris: Dunod, 1964.]
- Game Theory and Related Approaches to Social Behavior, New York: Wiley, 1964. [German Edition - Spieltheorie und Sozialwissenschaften, New York: Wiley, 1964. Édition japonaise - New York: Wiley, 1969.]
- Essays in Mathematical Economics in Honor of Oskar Morgenstern, (M. Shubik, ed.), Princeton: Princeton University Press, 1967.
- Games for Society, Business and War, Amsterdam: Elsevier, 1975.
- The Uses and Methods of Gaming, New York: Elsevier, 1975.
- The Aggressive Conservative Investor, (avec M. J. Whitman), New York: Random House, 1979.
- The War Game, (avec G. Brewer), Cambridge: Harvard University Press, 1979.
- Market Structure and Behavior, (avec R. E. Levitan), Cambridge: Harvard University Press, 1980.
- Game Theory in the Social Sciences, volume I, Cambridge: MIT Press, 1982.
- Auctions, Bidding and Contracting: Uses and Theory, (M. Shubik, R. Engelbrecht-Wiggins and R. Stark, eds.), New York: New York University Press, 1983.
- The Mathematics of Conflict, Amsterdam: North Holland, 1983.
- Game Theory in the Social Sciences, volume II, Cambridge: MIT Press, 1984.
- Risk, Organizations, and Society: Studies in Risk and Uncertainty, (M. Shubik, ed.), Norwell, MA: Kluwer Academic Publishers, 1991.
- Proceedings of the Conference: Accounting and Economics in honour of the 500th Anniversary of the Publication of Luca Pacioli's Summa de Arithmetica, Geometria, Proportioni et Proportionalita, Siena, 18th-19th, 1992, Garland Publishing, Inc., 1995 (éditeur)
- Political Economy, Oligopoly and Experimental Games: The Selected Essays of Martin Shubik Volume One, Cheltenham (R-U) ; Northampton, MA: Edward Elgar Publishing Limited, 1999.
- Money and Financial Institutions – A Game Theoretic Approach: The Selected Essays of Martin Shubik Volume 2, Cheltenham (R-U) ; Northampton, MA: Edward Elgar Publishing Limited, 1999.
- The Theory of Money and Financial Institutions Volume I, Cambridge, MA; UK: MIT Press, 1999.
- The Theory of Money and Financial Institutions Volume 2, Cambridge, MA; UK: MIT Press, 1999.